# Gracilinanus emiliae
Gracilinanus emiliae är en pungdjursart som först beskrevs av Oldfield Thomas 1909. Gracilinanus emiliae ingår i släktet Gracilinanus och familjen pungråttor. IUCN kategoriserar arten globalt som otillräckligt studerad. Inga underarter finns listade. Artepitet i det vetenskapliga namnet hedrar den tyska ornitologen Maria Emilie Snethlage som var aktiv i Brasilien.
Arten når i genomsnitt en absolut längd (med svans) av 217 mm och den genomsnittliga svanslängden är 142 mm. Så är svansen i jämförelse till bålen tydlig längre än hos andra släktmedlemmar. Djuret har cirka 13 mm långa bakfötter och en vikt av 10 till 14 g. Ovansidan är täckt av rödbrun päls och den korta pälsen på undersidan är vit. Gracilinanus emiliae tillhör pungdjuren men honor saknar pung (marsupium). Kanske är honor mindre än hannar, liksom hos andra släktmedlemmar. Antalet fynd räcker inte för att ge ett tydligt svar.
Pungdjuret förekommer i flera från varandra skilda regioner i nordöstra Sydamerika. Habitatet utgörs främst av tropisk regnskog.
Det är nästan inget känt om artens levnadssätt. Allmänt antas att Gracilinanus emiliae har samma beteende som andra släktmedlemmar.